# Tomintoul
Tomintoul is een dorp in Schotland. De naam van het dorp is afgeleid van het Schots-Gaelische woord Toù an t-sabnail, wat zoveel betekent als heuvel van de schuur.
Het ligt in het noordelijk deel van het Cairngorms National Park. Het is de hoogstgelegen plaats in de Schotse Hooglanden (345 m). Tomintoul ligt ongeveer 80 km ten zuidoosten van Inverness, in het raadsgebied Moray. In 2020 woonden er ongeveer 716 mensen in Tomintoul.

## Geschiedenis
Tomintoul werd in de tweede helft van de 18de eeuw door de 4de hertog van Gordon gesticht, langs de militaire weg die na de Jakobieten-opstand van 1745 werd aangelegd (nu de A939). Het was een poging om de bevolking van de streek die verspreid woonde in een dorpsgemeenschap samen te krijgen. Veedieven gebruikten vaak een oversteekplaats over de Avon, een rivier ten westen van Tomintoul. De hertog stationeerde er soldaten om zo het roven van vee en het smokkelen van whisky beter onder controle te krijgen. Het spinnen van garen werd aangemoedigd maar de eerste bewoners verkozen de veeteelt en landbouw om in hun levensonderhoud te voorzien. De nabijheid van turf, kalksteen, hout en leisteen in een groeve ten noorden van Tomintoul moesten ervoor zorgen dat de uitgekozen plaats aantrekkelijk was voor nieuwe bewoners. In 1794 telde de plaats 34 inwoners met een piek in 1824 (530). 

## Whisky
In Tomintoul, gelegen aan de Whisky Trail, is de Tomintoul Distillery, producent van Malt Whisky te vinden, evenals de Glenlivet Estate.